# Tommaso Puccini
Tommaso Puccini (Pistoia, 5 aprile 1749 – Firenze, 14 marzo 1811) è stato un gallerista italiano.
Fu direttore delle Gallerie fiorentine, Sovrintendente alle Belle Arti, direttore dell'Accademia di belle arti di Firenze. Fu un profondo conoscitore della storia dell'arte, scrittore e teorico delle arti in genere.

## Biografia
(Pietro Contrucci)

### La giovinezza
Tommaso Puccini nacque in Pistoia il 5 aprile 1749. Dopo i suoi primi studi nel Collegio Forteguerri di Pistoia, passò a Pisa, dove intraprese gli studi in giurisprudenza sotto il professor Giuseppe Paribeni, anche lui pistoiese. In realtà si dimostrò ben presto più portato allo studio dei classici ( Dante, più di ogni altro), e delle belle arti.
Ottenuta la laurea, scelse di andare a Roma per migliorare ulteriormente le proprie conoscenze. A Roma studiò le statue, le pitture e i monumenti, conversando con i più illustri artisti che gravitavano nei circoli culturali e artistici della città. Giunse così a possedere una profonda conoscenza della storia della scultura, dell'architettura, della pittura e delle stampe, cognizioni che gli garantirono una preparazione di eccellenza in tutte queste materie.

### Gli incarichi e la difesa del patrimonio artistico fiorentino
Il Granduca Ferdinando III di Toscana lo richiamò a Firenze, per affidargli l'incarico di presiedere le Gallerie fiorentine. Assunto l'incarico, negli anni '70 del Settecento si prese cura di dare un migliore ordine alla ricca collezione di quadri e di statue e una delle sue prime iniziative fu mettere sotto le opere degli Uffizi il cartellino con nome dell'artista, titolo dell'opera e data.
Fu uno straordinario funzionario di Corte, sia nella veste di direttore della Galleria degli Uffizi e di segretario dell'Accademia di belle arti, sia in quella di consulente privilegiato dei regnanti per la sistemazione degli arredi dei palazzi e delle ville granducali.
Fu anche uomo d'animo aperto e leale, fermo di carattere, generoso con gli artisti, e per questo ebbe sempre la stima e l'amicizia di molti personaggi illustri, fra i quali soprattutto Antonio Canova, Raffaello Morghen e Francesco Bartolozzi. Fra i suoi amici ci furono, fra gli altri, anche Vittorio Alfieri, Domenico Monti, Giovanni Fantoni, Ugo Foscolo e Giovanni Battista Zannoni.
Durante l'occupazione francese del 1799 fu coinvolto in prima persona nella difesa del patrimonio artistico di Firenze. Grazie a lui la Galleria degli Uffizi rimase intatta, senza subire gravi trafugamenti, eccetto la “Venere de' Medici”. Tra giugno e ottobre del 1800, temendo un nuovo arrivo a Firenze delle truppe francesi, maturò la decisione di portare in salvo le opere degli Uffizi. 
Il 14 ottobre 1800, vinte le resistenze della “Real Granducale Reggenza”, partì per mare da Livorno, destinazione Palermo, con 75 casse contenenti quanto di meglio, in statue e quadri, era contenuto nelle raccolte degli Uffizi e di Palazzo Pitti.
Nel 1803, cessata la dominazione francese e tornato in Toscana Carlo Lodovico di Borbone, le opere furono riportate a Firenze e Tommaso Puccini riprese il suo ufficio di direttore. 

### Gli ultimi anni
Iniziò anche a scrivere saggi grazie alle sue estese cognizioni in fatto di belle arti. Primo suo lavoro fu l'”Esame critico dell'opera sulla pittura di Daniele Wèbb”. Oltre che con gli scritti d'arte si cimentò in opere letterarie, fra le quali primeggia la traduzione delle opere di Catullo.
Tommaso Puccini morì il 14 marzo 1811 all'età di 72 anni.
Zannoni scrisse l'elogio funebre e l'Accademia pistoiese, alla quale nel 1807 Puccini aveva presentato il suo scritto “Sullo Stato delle belle arti in Toscana”, lo onorò di un funerale solenne. Il nipote Niccolò Puccini fece poi erigere in memoria dello zio un monumento con un'iscrizione di Pietro Contrucci nello splendido giardino della Villa Puccini di Scornio.